# Grabniak (Lidzbark Warmiński)
Grabniak (deutsch Buchwald) ist ein Ort in der polnischen Woiwodschaft Ermland-Masuren. Er gehört zur Landgemeinde Lidzbark Warmiński im Powiat Lidzbarski.

## Geographische Lage
Grabniak liegt im Nordwesten der Woiwodschaft Ermland-Masuren, 40 Kilometer südöstlich der früheren Kreisstadt Braunsberg (polnisch Braniewo) bzw. 17 Kilometer nordwestlich der heutigen Kreismetropole Lidzbark Warmiński (deutsch Heilsberg).

## Geschichte
Der kleine zwischen 1868 und 1898 gegründete Gutsort bestand aus einem mittleren Hof. 1874 kam das Etablissement Buchwald in den neu errichteten Amtsbezirk Migehnen (polnisch Mingajny) im ostpreußischen Kreis Braunsberg, Regierungsbezirk Königsberg, und am 10. Juni 1885 wurde die Besitzung Buchwald als Teil der Stadtgemeinde Wormditt (polnisch Orneta) in die Landgemeinde Millenberg (polnisch Miłkowo) eingegliedert. 46 Einwohner zählte Buchwald im Jahre 1905.
Aufgrund der Abtretung des gesamten südlichen Ostpreußen an Polen in Kriegsfolge im Jahre 1945 erhielt Buchwald die polnische Namensform „Grabniak“. Heute ist die kleine Siedlung ein Teil der Gmina Lidzbark Warmiński (Landgemeinde Heilsberg) im Powiat Lidzbarski (Kreis Heilsberg) innerhalb der Woiwodschaft Ermland-Masuren.

## Religion
Buchwald war und Grabniak ist in die römisch-katholischen Pfarrei Mingajny (Migehnen) im jetzigen Erzbistum Ermland eingegliedert. Bis 1945 gehörte Buchwald auch zur evangelischen Kirche Wormditt (Orneta) in der Kirchenprovinz Ostpreußen der Kirche der Altpreußischen Union, heute ist Grabniak aber der Diözese Masuren der Evangelisch-Augsburgischen Kirche in Polen zugeordnet.

## Verkehr
Grabniak liegt an der verkehrsreichen Woiwodschaftsstraße 513, die von Krosno (Krossen Kreis Preußisch Holland) nach Wozławki (Wuslack) führt und auf ihrem Weg die Städte Pasłęk (Preußisch Holland), Orneta (Wormditt) und Lidzbark Warmiński (Heilsberg) verbindet. Über eine Bahnanbindung verfügt Grabniak nicht.